# شیرین علم‌هولی
شیرین علم‌هولی آتشگاه (۱۳ خرداد ۱۳۶۰ – ۱۹ اردیبهشت ۱۳۸۹) یک زندانی سیاسی بود. وی پس از گذراندن یک سال و نه ماه حبس در زندان اوین تهران در ۲۸ آذر ۱۳۸۸ به اتهام محاربه و ارتباط با گروه پژاک توسط ابوالقاسم صلواتی به اعدام محکوم و در تاریخ ۱۹ اردیبهشت ۱۳۸۹ بدون اطلاع خانواده و وکلایش در زندان اوین اعدام شد.

## زندگی
شیرین علم هولی در ۱۳ خرداد ۱۳۶۰ در روستای دیم قشلاق در حوالی ماکو در یک خانواده کرد متولد شد.
خلیل بهرامیان، وکیل شیرین دربارهٔ او گفته‌است:
من تنها توانستم دو مرتبه شیرین را ببینم. این دختر زمان دستگیری سواد نداشت و تنها کردی حرف می‌زد. به من گفت در زندان تا کلاس پنجم درس خوانده و فارسی را هم یادگرفته است. قول داد تا دانشگاه به درس ادامه دهد. می‌خواست رشته حقوق بخواند.

## اتهام
اتهام شیرین علم‌هولی عضویت در پژاک و کار گذاشتن بمب در پارکینگ قرارگاه سپاه در غرب تهران بود، اما پس از انفجار به کسی آسیبی نرسید. وکیل شیرین اتهام محاربه را برای موکلش قبول داشت اما به حکم اعدام اعتراض کرده و معتقد بود دادگاه می‌توانست حکم تبعید صادر کند.

## بازداشت
شیرین علم‌هولی در تاریخ ششم خرداد ۱۳۸۷ در تهران توسط سپاه پاسداران بازداشت شد و پس از تحمل ۲۱ روز حبس و شکنجه در محلی نامعلوم به زندان اوین منتقل شد. او در نامه‌ای که از زندان به دست خانواده‌اش رساند، شرح کامل آنچه در طول سه ماه بر او رفت را توصیف کرده بود. شیرین در طول دوران بازجویی بارها تحت فشارهای جسمی و روانی شدید قرار گرفته و در آخرین نامه خود خطاب به بازجوهایش نوشته، آنچه در طول سه ماه اول بازداشت بر او گذشته‌است، کابوس شب‌هایش شده و عوارض جسمی و روانی ناشی از آن همچنان او را آزار می‌دهد.
شیرین علم‌هولی در آخرین نامه خود نوشته‌بود، در حالی بازجویی و پس از آن به دادگاه برده شده که حتی زبان فارسی را به خوبی نمی‌دانسته‌است.
در اسفند ۱۳۸۸ دوهزار و صد نفر از فعالان حقوق بشر با انتشار بیانیه‌ای خواستار لغو حکم اعدام شیرین علم‌هولی، زندانی ۲۸ ساله کرد شدند. اما او بر اساس حکم شعبه ۱۵ دادگاه انقلاب، در تاریخ ۲۸ آذر محکوم به اعدام شد.

## حکم اعدام
او در تاریخ ۱۹ اردیبهشت ۱۳۸۹ در زندان اوین به‌همراه علی حیدریان، فرهاد وکیلی، فرزاد کمانگر و مهدی اسلامیان اعدام شد. دیوان عالی کشور هیچ رأیی مبنی بر تأیید حکم اعدام او به خانواده یا وکلایش ابلاغ نکرد و حتی برخلاف آیین‌نامه اجرایی زندان‌ها، وی را بدون اطلاع خانواده و وکلایش اعدام کردند.
او روز جمعه ۱۷ اردیبهشت طی آخرین تماسی که با خانواده خود داشت، هیچ خبری مبنی بر ابلاغ حکم اعدام از طرف دیوان عالی کشور به آن‌ها نداده بود.

## واکنش‌ها به اجرای حکم اعدام
انتشار خبر اعدام شیرین علم‌هولی و چهار مرد دیگر، واکنش‌هایی در داخل و خارج از ایران به همراه داشت.
جسد شیرین و بقیه اعدام شدگان پس از اعدام به خانواده‌ها تحویل داده نشد و تحویل آن‌ها به تصمیم‌گیری شورای عالی امنیت ملی موکول شد.
در ۲۱ اردیبهشت ۱۳۸۹ کانون مدافعان حقوق بشر، در نامه‌ای به رئیس قوه قضاییه ایرادهایی به روند محاکمه و اعدام شیرین و چهار اعدامی دیگر گرفتند که از قرار زیر است:
- ضوابط دادرسی عادلانه از جمله اجرای مقررات اصل ۱۶۸ قانون اساسی و به ویژه علنی بودن دادگاه در عمل رعایت نشده‌است.
- به ویژه طبق اعلام وکیل فرزاد کمانگر، مجازات اعدام متناسب با عملکرد آن جان‌باخته نبوده و ایشان را بی‌گناه دانسته‌است.
- اجرای حکم اعدام بدون هر گونه اطلاع وکلا و حتی خانواده‌های آن‌ها و بدون حضور وکلای محکومان در مراسم اعدام انجام شده‌است.[۱۳]

مادر و خواهر شیرین که ۲۱ اردیبهشت ۱۳۸۹ در شهرستان ماکو در منزل مادر شیرین دستگیر شده بودند، با قید وثیقه آزاد شدند. برادر و پدر شیرین نیز در تهران تحت تعقیب نیروهای امنیتی قرار گرفتند و تلاش‌های آن‌ها برای تحویل پیکر فرزندشان بی‌نتیجه ماند.